# Villacerf
Villacerf és un municipi francès situat al departament de l'Aube i a la regió del Gran Est. L'any 2007 tenia 484 habitants.

## Demografia

### Població
El 2007 la població de fet de Villacerf era de 484 persones. Hi havia 196 famílies de les quals 28 eren unipersonals (20 homes vivint sols i 8 dones vivint soles), 76 parelles sense fills, 72 parelles amb fills i 20 famílies monoparentals amb fills.
La població ha evolucionat segons el següent gràfic:
Habitants censats

### Habitatges
El 2007 hi havia 212 habitatges, 195 eren l'habitatge principal de la família, 9 eren segones residències i 8 estaven desocupats. 208 eren cases i 1 era un apartament. Dels 195 habitatges principals, 177 estaven ocupats pels seus propietaris, 16 estaven llogats i ocupats pels llogaters i 2 estaven cedits a títol gratuït; 1 tenia una cambra, 3 en tenien dues, 18 en tenien tres, 53 en tenien quatre i 120 en tenien cinc o més. 141 habitatges disposaven pel capbaix d'una plaça de pàrquing. A 63 habitatges hi havia un automòbil i a 119 n'hi havia dos o més.

### Piràmide de població
La piràmide de població per edats i sexe el 2009 era:
| Homes | Edats   | Dones |
| ----- | ------- | ----- |
| 0     | 95 o +  | 0     |
| 0     | 90 a 94 | 0     |
| 0     | 85 a 89 | 4     |
| 4     | 80 a 84 | 0     |
| 12    | 75 a 79 | 12    |
| 8     | 70 a 74 | 8     |
| 8     | 65 a 69 | 8     |
| 4     | 60 a 64 | 4     |
| 12    | 55 a 59 | 12    |
| 32    | 50 a 54 | 16    |
| 12    | 45 a 49 | 16    |
| 20    | 40 a 44 | 36    |
| 32    | 35 a 39 | 20    |
| 8     | 30 a 34 | 4     |
| 8     | 25 a 29 | 4     |
| 12    | 20 a 24 | 4     |
| 16    | 15 a 19 | 16    |
| 20    | 10 a 14 | 36    |
| 4     | 5 a 9   | 20    |
| 4     | 0 a 4   | 8     |

## Economia
El 2007 la població en edat de treballar era de 335 persones, 267 eren actives i 68 eren inactives. De les 267 persones actives 257 estaven ocupades (134 homes i 123 dones) i 10 estaven aturades (4 homes i 6 dones). De les 68 persones inactives 32 estaven jubilades, 17 estaven estudiant i 19 estaven classificades com a «altres inactius».

### Ingressos
El 2009 a Villacerf hi havia 204 unitats fiscals que integraven 524,5 persones, la mediana anual d'ingressos fiscals per persona era de 20.005 €.

### Activitats econòmiques
Dels 17 establiments que hi havia el 2007, 2 eren d'empreses alimentàries, 1 d'una empresa de fabricació d'altres productes industrials, 3 d'empreses de construcció, 1 d'una empresa de comerç i reparació d'automòbils, 5 d'empreses de transport, 3 d'empreses d'hostatgeria i restauració, 1 d'una empresa financera i 1 d'una empresa immobiliària.
Dels 7 establiments de servei als particulars que hi havia el 2009, 1 era una oficina de correu, 1 paleta, 1 fusteria, 3 restaurants i 1 agència immobiliària.
L'únic establiment comercial que hi havia el 2009 era una carnisseria.
L'any 2000 a Villacerf hi havia 13 explotacions agrícoles que ocupaven un total de 936 hectàrees.

## Equipaments sanitaris i escolars
El 2009 hi havia 1 escola maternal integrada dins d'un grup escolar amb les comunes properes formant una escola dispersa i 1 escola elemental integrada dins d'un grup escolar amb les comunes properes formant una escola dispersa.

## Poblacions més properes
El següent diagrama mostra les poblacions més properes.